# دانيلو غوميز (لاعب كرة قدم)
دانيلو غوميز هو لاعب كرة قدم برازيلي في مركز الوسط، ولد في 1999 في بالماس في البرازيل. لعب مع نادي ساو باولو.

## وصلات خارجية
- دانيلو غوميز (لاعب كرة قدم) على موقع رابطة كرة القدم اليابانية للمحترفين (اليابانية)
- دانيلو غوميز (لاعب كرة قدم) على موقع Soccerway.com (الإنجليزية)
- دانيلو غوميز (لاعب كرة قدم) على موقع عالم كرة القدم.نت (الإنجليزية)